# Centro Cristiano Democratico
Il Centro Cristiano Democratico (CCD) è stato un partito politico italiano, fondato la mattina del 18 gennaio 1994 da esponenti della Democrazia Cristiana come Pier Ferdinando Casini, che ne sarà il segretario, Clemente Mastella, presidente, e Francesco D'Onofrio, che rifiutarono di aderire al nuovo Partito Popolare Italiano, fondato nel pomeriggio dello stesso giorno.

## Storia

### Scioglimento della Democrazia Cristiana
La Democrazia Cristiana, travolta dagli scandali corruttivi di Mani Pulite e scossa dalla fine della guerra fredda e dal venir meno del suo storico partito avversario, giunse al suo epilogo il 18 gennaio 1994. In quel giorno la Direzione Nazionale del partito dispose lo scioglimento della DC e la rifondazione del Partito Popolare Italiano. Una minoranza di esponenti dorotei, guidata da Pier Ferdinando Casini e Clemente Mastella, rifiutò di aderire al rinato PPI e fondò, nel pomeriggio stesso, il Centro Cristiano Democratico (CCD).

### Elezioni politiche del 1994: il Polo al governo
Da lì a poco il CCD si schiera con il Polo di centrodestra: nel 1994 partecipa alle elezioni politiche nell'ambito delle coalizioni del Polo delle Libertà al nord e del Polo del Buon Governo al sud.
Il simbolo del CCD compare sulle schede elettorali per la parte maggioritaria della Camera dei deputati accanto a quelli degli altri partiti della coalizione, mentre, nella parte proporzionale, si presenta soltanto nella circoscrizione Molise (ove presenta, in due collegi, candidati concorrenti con quelli del Polo). Il CCD ottiene 27 deputati, di cui 6 eletti nelle file di Forza Italia (Pier Ferdinando Casini, Ombretta Fumagalli Carulli, Francesco D'Onofrio, Carlo Giovanardi, Luigi Nocera e Maretta Scoca); gli altri sono eletti come rappresentanti di coalizione nei collegi uninominali (7 con il Polo delle Libertà, 13 con il Polo del Buon Governo e 1, Mastella, con il sostegno di FI, CCD, UdC e PLD). Al Senato il CCD ottiene 12 seggi, 2 con il Polo delle Libertà (Claudio Bonansea e Giovanni Gei) e 10 con il Polo del Buon Governo.
Il CCD presenterà propri candidati all'interno delle liste di Forza Italia anche alle successive elezioni europee, in cui ottiene due seggi (lo stesso Casini e Alessandro Fontana). Nel 1995 aderirà al partito anche Enrico Ferri, eletto nelle file del PSDI e fondatore del movimento Socialdemocrazia Liberale Europea, federato al CCD.
Con 27 deputati e 12 senatori forma gruppi parlamentari autonomi e vota la fiducia al Governo Berlusconi I, nel quale sono ministri Mastella e D'Onofrio. Il governo però cadrà dopo pochi mesi a causa della sottrazione dell'appoggio da parte della Lega Nord.
Agli inizi del 1995 si costituisce un governo tecnico, guidato da Lamberto Dini, al quale il CCD nega l'appoggio.
Alle elezioni regionali del 1995 il CCD decide di presentare liste autonome all'interno della coalizione di centrodestra.
Il risultato è confortante: il partito ottiene consiglieri in quasi tutte le regioni a statuto ordinario con una media nazionale di oltre il 4%, che al sud arriva a sfiorare e talvolta superare il 10%. Nel frattempo è entrato a fare parte del centrodestra anche un movimento originatosi da una scissione del PPI e che assumerà la denominazione di Cristiani Democratici Uniti. In ragione del comune passato democristiano, i due partiti intensificheranno sempre di più i loro rapporti, qualificandosi come le due componenti centriste della coalizione.

### Politiche del 1996: si stringono i rapporti con il CDU
Si svolgono le elezioni politiche del 1996: il CCD costituisce, insieme a Forza Italia, AN e CDU la coalizione del Polo per le Libertà, ponendo delle pregiudiziali su temi come droga e aborto quando Berlusconi decide di scendere a patti con Marco Pannella e i Radicali per l'appoggio al governo in caso di vittoria. Per superare più agevolmente lo sbarramento del 4%, CCD e CDU presentano liste comuni nella quota proporzionale della Camera, prendendo il 5,8% dei voti. La formazione ottiene 30 deputati (19 del CCD e 11 del CDU) e 25 senatori (15 del CCD e 10 del CDU).
Il Polo perde le elezioni, viene costituito il governo dell'Ulivo con a capo Romano Prodi: il CCD, insieme agli altri partiti del centrodestra, è all'opposizione e costituisce un gruppo parlamentare unico col CDU. Più tardi, nel febbraio 1997, si creano alcune tensioni fra le due componenti centriste. Alla Camera, i nove deputati del CDU divorziano dal CCD e aderiscono al gruppo parlamentare misto.

### Rottura fra Casini e Mastella
Un anno dopo, a febbraio 1998, è momento di scissioni nel CCD: Mastella abbandona il partito e fonda i Cristiani Democratici per la Repubblica (CDR) che poi aderiscono, con il CDU di Buttiglione, alla nuova formazione politica proposta da Francesco Cossiga, l'Unione Democratica per la Repubblica. Casini e il grosso del partito, contrari al contenitore UDR, rimangono al loro posto ribadendo la loro alleanza con Forza Italia e il Polo di centrodestra.
Intanto, cade il Governo Prodi I e il timone passa nelle mani di Massimo D'Alema che riceve la fiducia dal Parlamento, anche con l'appoggio dell'UDR. Casini denuncia i traditori, suoi ex colleghi di partito passati con l'UDR: Questo governo nasce con la rappresentanza di un milione di nostri elettori, mentre Bruno Tabacci si dimette dalla carica di vice-segretario dell'UDR e aderisce al CCD. Silvio Berlusconi denuncia la situazione come "una farsa" e Gianfranco Fini come "uno spettacolo indecoroso".

### Il quadro si ricompone: CCD nel Polo, Mastella nell'Ulivo
Mastella, divenuto ormai leader dell'UDR, esautorando di fatto Cossiga, per le elezioni europee del 1999 cambia il nome del partito in Unione dei Democratici per l'Europa (UDEUR) e si pone saldamente all'interno della coalizione di centro-sinistra. Buttiglione ritira però il suo appoggio e presenta una lista autonoma del CDU. Il 13 giugno 1999 il CCD raccoglie circa 800.000 voti a livello nazionale e si presenta con il 2,6%, superando il rinato CDU (2,1%) e la nuova formazione mastelliana (1,6%) e riconfermandosi forte soprattutto al sud e nelle isole, anche se in misura minore che in passato.
Successivamente il CDU delibera di togliere l'appoggio al Governo D'Alema II e torna in seno all'alleanza di centro-destra, appoggiando i suoi candidati alle elezioni regionali del 2000, ma senza riuscire a ripresentare liste comuni col CCD, che si attesta intorno al 3,4%. Entrambi i movimenti comunque partecipano alla vittoria del Polo in 8 regioni su 15.
Ad agosto Andreotti propone di formare una grande coalizione di centro, che vada dal PPI a Forza Italia, e il CCD è sostenitore di questo progetto, che poi verrà ostacolato da AN e dalla Lega, gli altri alleati di Berlusconi.

### Politiche del 2001: nascono le liste del Biancofiore
Il CCD lavora dunque al rilancio della coalizione e partecipa alla fondazione (insieme a Forza Italia, AN, CDU, Lega Nord, Nuovo PSI e PRI) della Casa delle Libertà, che trionferà alle elezioni politiche del 13 maggio 2001 eleggendo Silvio Berlusconi presidente del Consiglio. A queste elezioni il CCD presenta liste comuni (per la Camera, nella quota proporzionale) con il CDU, le cosiddette liste del Biancofiore, che ottengono un risultato inferiore alle aspettative e non superano lo sbarramento del 4%.
Pier Ferdinando Casini è eletto Presidente della Camera dei deputati, carica che mantiene per tutta la durata della legislatura, e si costituisce il governo Berlusconi II, in cui entra anche Carlo Giovanardi come ministro per i Rapporti col Parlamento.
La guida del partito viene assunta da Marco Follini.

### Nascita dell'UDC
La storia del CCD termina il 6 dicembre 2002, quando le forze moderate del centrodestra (CCD, CDU e Democrazia Europea che prima non aveva aderito al Polo) decidono di fondare l'Unione dei Democratici Cristiani e di Centro (UDC), nuovo partito della politica italiana che mantiene la sua collocazione nella CdL, parte integrante dell'allora maggioranza che ha governato il Paese fino al 2006 (vedi Governo Berlusconi III). Il primo segretario politico dell'UDC è lo stesso Follini.

## Struttura

### Segretari
- Pier Ferdinando Casini (1994-2001)
- Marco Follini (2001-2002)

### Presidenti del Consiglio nazionale
- Clemente Mastella (1994-1998)
- Sandro Fontana (1998-2002)

### Vicepresidenti del Consiglio nazionale
- Enrico Ferri (1997-1998)

### Presidenti dei gruppi parlamentari

#### Camera dei deputati
- 19 gennaio 1994 – 14 aprile 1994: Francesco D'Onofrio
- 21 aprile 1994 – 19 maggio 1995: Clemente Mastella, vice: Giovanni Mealli & Michele Vietti
- 30 maggio 1995 – 15 aprile 1998: Carlo Giovanardi, vice: Maria Moioli Viganò & Flavio Caselli, poi Angelo Sanza & Mario Tassone
- 20 aprile 1998 – 29 maggio 2001: Carlo Giovanardi[7]

#### Senato della Repubblica
- 21 aprile 1994 – 8 maggio 1996: Massimo Palombi, vice: Vincenzo La Russa
- 16 maggio 1996 – 6 dicembre 2002: Francesco D'Onofrio, vice: Roberto Napoli, poi Franco Fausti

#### Parlamento europeo
- 19 luglio 1994 – 19 luglio 1999: Sandro Fontana
- 20 luglio 1999 – 6 dicembre 2002: Raffaele Lombardo

## Nelle istituzioni

### Presidente della Camera dei deputati
- Pier Ferdinando Casini (XIV legislatura della Repubblica Italiana)

### Governi, Ministri e Sottosegretari della Repubblica Italiana
- Governo Berlusconi I
  - Francesco D'Onofrio (Ministro della pubblica istruzione)
  - Clemente Mastella (Ministro del lavoro e della previdenza sociale)
  - Ombretta Fumagalli Carulli (Sottosegretari di Stato alla Presidenza del Consiglio con delega alla Protezione Civile)
  - Giovanni Mongiello (Sottosegretario di Stato al Ministero del tesoro)
- Governo Berlusconi II
  - Carlo Giovanardi (Ministro per i rapporti con il Parlamento)
  - Mario Baccini (Sottosegretario di Stato al Ministero degli Affari Esteri)
  - Michele Vietti (Sottosegretario di Stato al Ministero della giustizia)
  - Giuseppe Galati (Sottosegretario di Stato al Ministero delle attività produttive)
  - Francesco Bosi (Sottosegretario di Stato al Ministero della difesa)

### Vicepresidenti della Camera dei deputati

#### XI legislatura
- Clemente Mastella (1º luglio 1993 - 14 aprile 1994)

#### XIII legislatura
- Clemente Mastella (15 maggio 1996 - 11 novembre 1998)
- Carlo Giovanardi (11 novembre 1998 - 29 maggio 2001)

## Congressi Nazionali
- I Congresso Nazionale - Roma, 10-12 marzo 1995
- II Congresso Nazionale - Fiuggi (FR), 21-23 gennaio 2000

## Risultati elettorali
| Elezione                       | Elezione     | Voti            | %   | Seggi    |
| ------------------------------ | ------------ | --------------- | --- | -------- |
| Politiche 1994                 | Camera       | in Forza Italia | -   | 27 / 630 |
| Politiche 1994                 | Senato       | in PdL e PBG    | -   | 12 / 315 |
| Europee 1994                   | Europee 1994 | in Forza Italia | -   | 2 / 87   |
| Politiche 1996 (lista CCD-CDU) | Camera       | 2.189.563       | 5,8 | 19 / 630 |
| Politiche 1996 (lista CCD-CDU) | Senato       | nel Polo        | -   | 15 / 315 |
| Europee 1999                   | Europee 1999 | 805.320         | 2,6 | 2 / 87   |
| Politiche 2001 (lista CCD-CDU) | Camera       | 1.194.040       | 3,2 | 24 / 630 |
| Politiche 2001 (lista CCD-CDU) | Senato       | nella CdL       | -   | 21 / 315 |